# Erinnyis obscura
Erinnyis obscura là một loài bướm đêm thuộc họ Sphingidae. Nó sống ở phần phía bắc của Nam Mỹ up to the central Hoa Kỳ.

## miêu tả

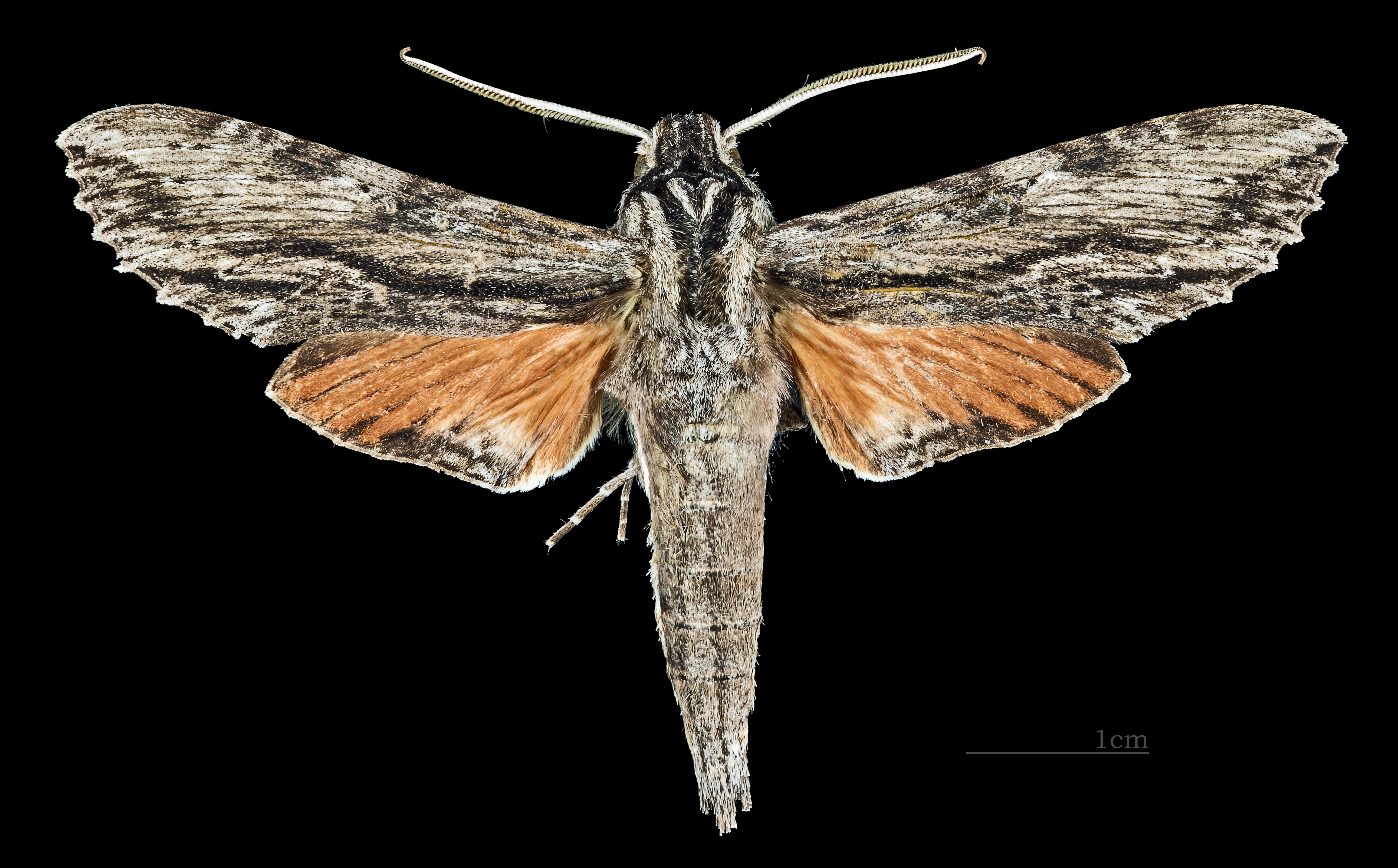
Erinnyis obscura obscura ♂
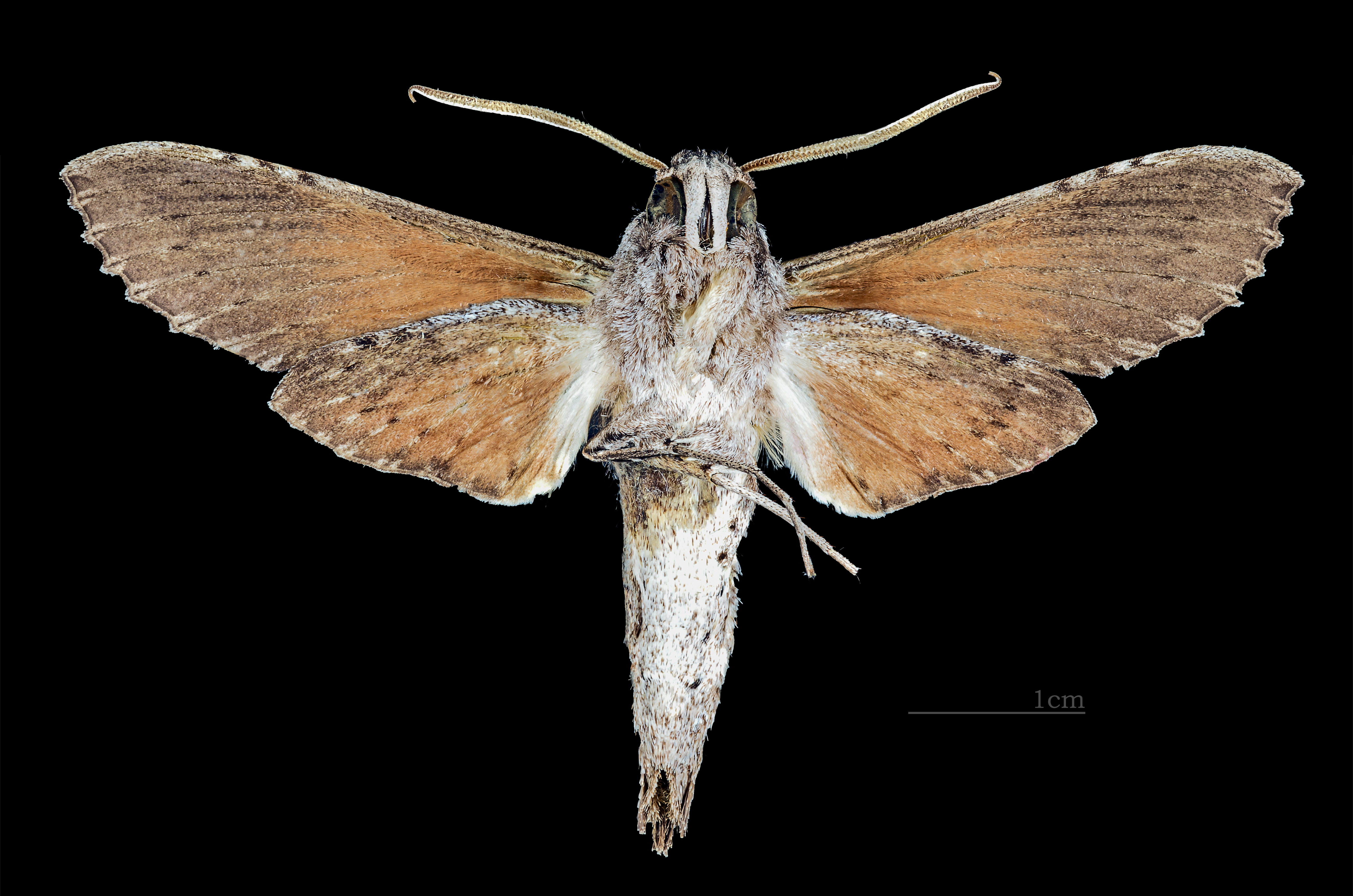
Erinnyis obscura obscura  ♂ △
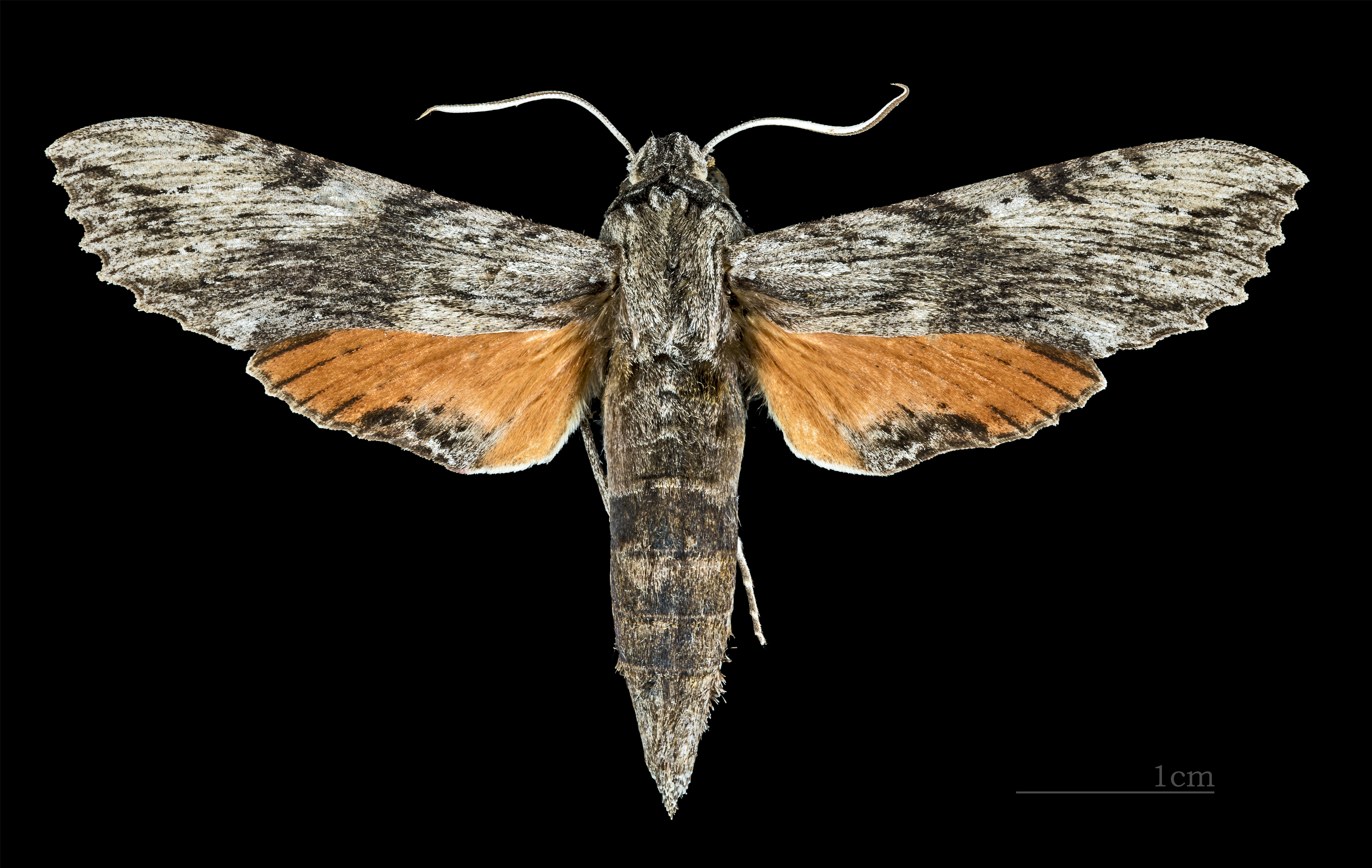
Erinnyis obscura obscura  ♀
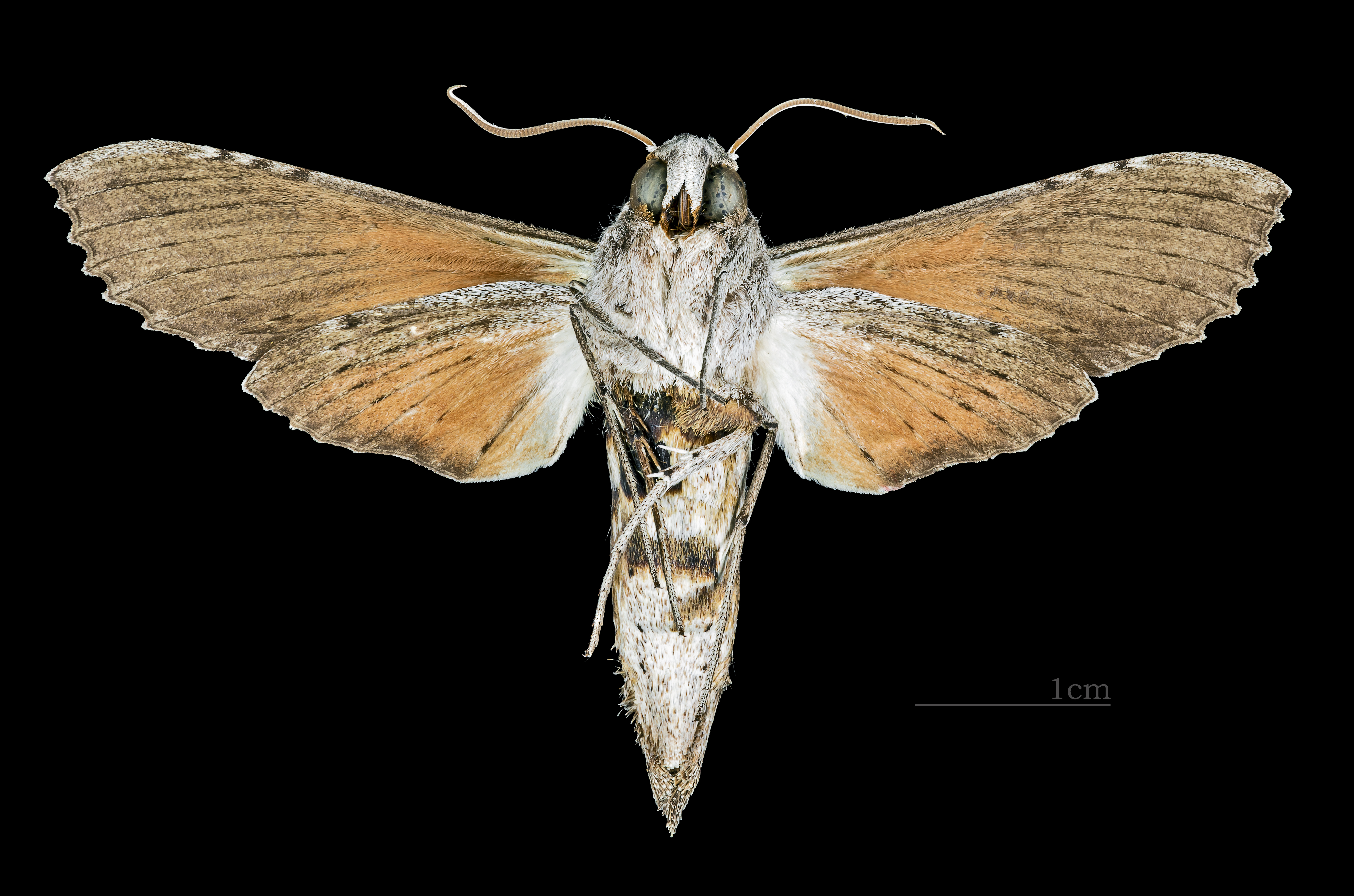
Erinnyis obscura obscura ♀ △

## sinh học
Sâu loài này ăn các loại cây sau:
- nhiều loại cây trong họ Apocynaceae

- 'Rauvolfia ligustrina
- Rauvolfia tetraphylla
- Stemmadenia obovata
- Philibertia
- Cynanchum

- Papaya (Carica papaya)
- Asclepiadaceae
- Blepharodon mucronatum của họ Euphorbiaceae (Euphorbiaceae).
- White vine (Sarcostemma clausum)
- Morrenia odorata

## Phụ loài
- Erinnyis obscura obscura
- Erinnyis obscura conformis Rothschild & Jordan, 1903
- Erinnyis obscura socorroensis Clark, 1926

## Hình ảnh

Erinnyis obscura conformis ♂
Erinnyis obscura conformis ♂△
Erinnyis obscura conformis ♀
Erinnyis obscura conformis ♀ △